# Le Trévoux

Le Trévoux este o comună în departamentul Finistère, Franța. În 1 ianuarie 2022 avea o populație de 1.611 de locuitori.